# István Széchenyi

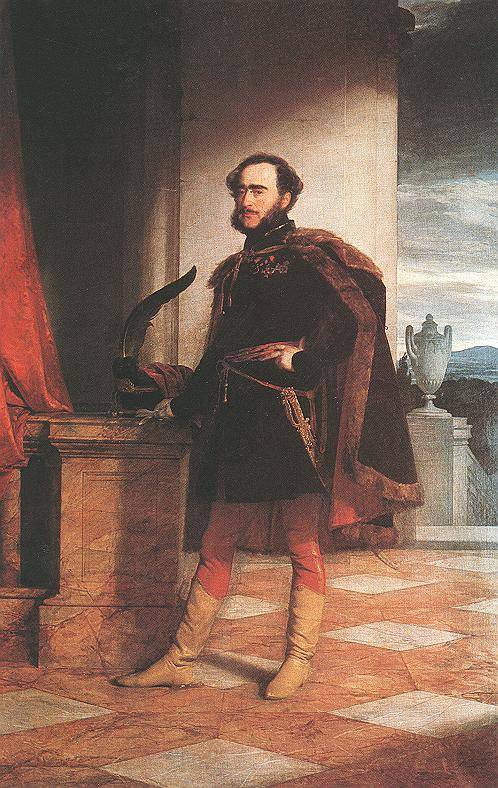
István Széchenyi

Greve István Széchenyi (ungerska: Gróf Széchenyi István, även Stefan Széchenyi), född 21 september 1791 i Wien, död 8 april 1860 i stadsdelen Döbling i Wien, var en författare och politiker från dåvarande Österrike-Ungern. Han var son till grundaren av det ungerska nationalmuseet, Ferenc Széchenyi, och far till Béla Széchenyi. 
Széchenyi deltog som officer i krigen 1813-1815, tillbringade några år på resor och skänkte en årsinkomst, 60 000 floriner till bildandet av vetenskapsakademien 1825. Under de följande åren var han verksam i alla försök till att höja Ungerns materiella och andliga status, som till exempel i öppnandet av ångbåtsförbindelser på Donau (1833), regleringen av Donau och Theiss och torrläggningen av sumpmarker vid deras stränder, byggandet av kedjebron mellan Buda och Pest (1839-1842), skapandet av nationalteatern (1832) samt ett musikkonservatorium i Pest.
I sina skrifter, bland andra Hitel, (svenska Krediten), 1830 och Világ (svenska Ljus), lade han fram långtgående förslag till sociala reformer för bland annat böndernas frigörelse och upphävande av adelns privilegier. På det politiska området överflyglades han under 1840-talet av Lajos Kossuth, vars chauvinistiska planer han ansåg fördärvliga och motarbetade lantdagen, pressen och särskilda broschyrer (Kelet népe, österns folk, 1841). Széchenyi, som ville bevara föreningen med Österrike, blev i mars 1848 trafikminister i den första självständiga ungerska ministären där han fortsatte att argumentera mot Kossuth, som då var hans kollega.
Inför den hotande brytningen med Österrike i september 1848, drabbades han av sinnessjukdom, på grund av vilken han försökte dränka sig i Donau. Efter många års sjukdom tillfrisknade han och gav 1859 anonymt ut broschyren Ein blick (1859), där han kraftigt angrep den Bachska regeringen. Då polisen av den anledningen gjorde en husrannsakan i hans bostad på sjukhuset i Döbling, tog han sitt liv genom ett pistolskott.
Statyer restes över Széchenyi i Budapest (1880), Ödenburg (1897) och Szeged (1913).